# Gelbes Schloss (Sonneborn)

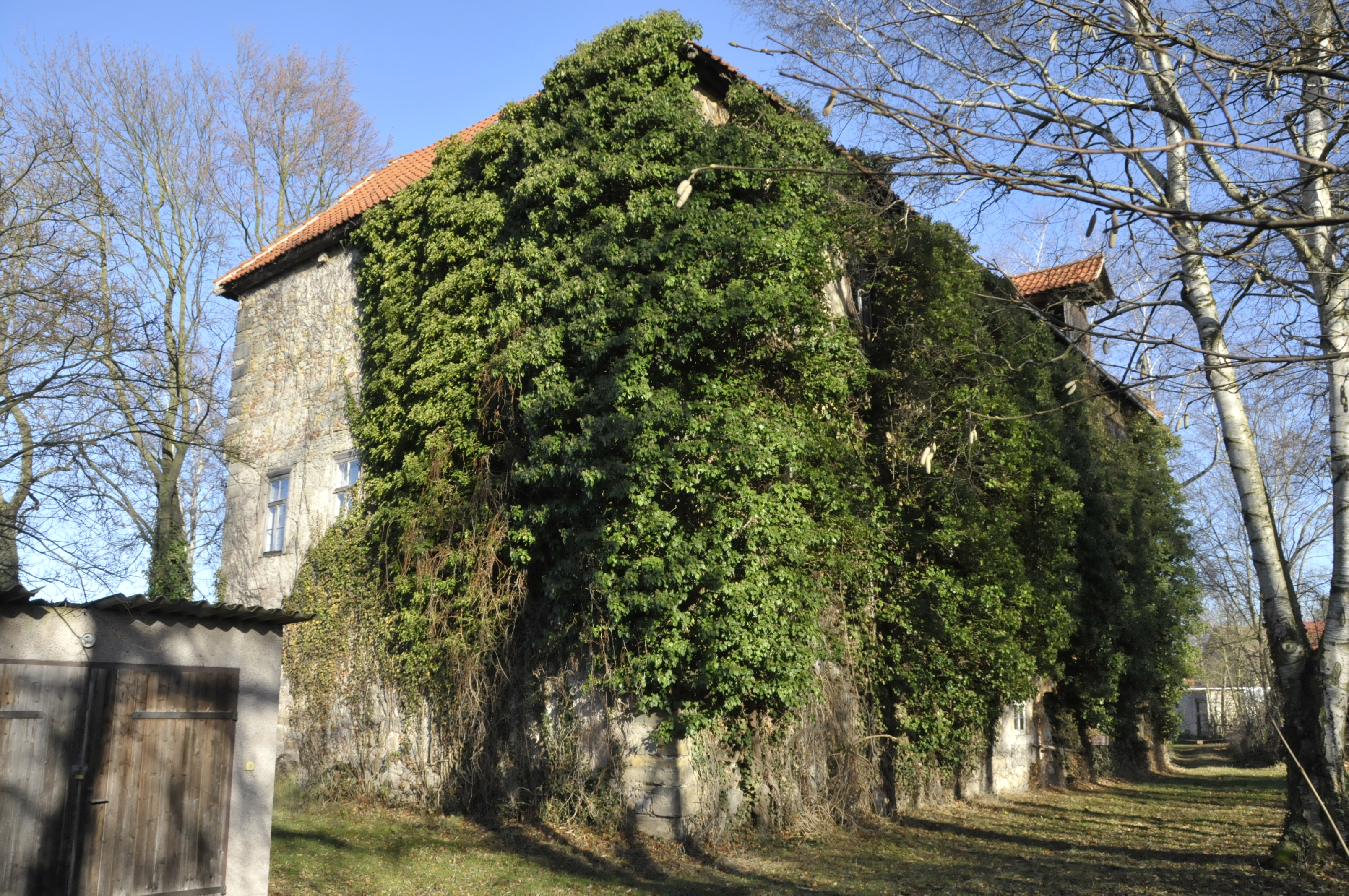
Das Gelbe Schloss in Sonneborn

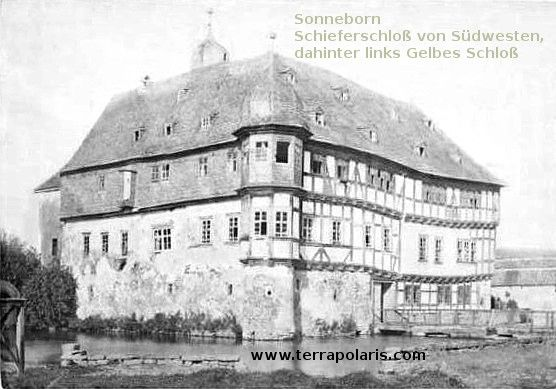
Das 1945 abgebrochene „Schieferschloss“

Das Gelbe Schloss in Sonneborn steht auf einer Halbinsel des Flüsschens Nesse.
Das Schloss steht seit 1653 auf der genannten Halbinsel des Flüsschens Nesse. Einst gehörten der Ort und auch das Schloss der benachbarten Familie derer von Wangenheim.
Der Kunsthistoriker Paul Lehfeldt bemerkte 1891 in seinem Kunstdenkmalband zur Region, das das so genannte Untergut oder auch Thümmel`sche Gut und das Gelbe Schloss architektonisch oder kunstgeschichtlich nichts Bemerkenswertes bieten. 1945 wurden Teile der Anlage (das „Schieferschloss“) abgebrochen. 
Das Schloss befindet sich seit der Wende in Privatbesitz. Außer einem neuen Dach verfällt das Gebäude zusehends.